# بادراپور، جاپا
بادراپور (به لاتین: Bhadrapur) یک شهرداری و شهرک در نپال است که در بخش جاپا واقع شده‌است. بادراپور ۵۰٬۲۴۹ نفر جمعیت دارد و ۹۱ متر بالاتر از سطح دریا واقع شده‌است.